# Périphrase
Pour les articles homonymes, voir Périphrase (linguistique) et Temps périphrastique.
Ne doit pas être confondu avec Paraphrase ou Épiphrase.
Une périphrase (substantif féminin), du grec peri (« autour ») et phrazein (« parler ») periphrazein : « exprimer par circonlocution », est une figure de style de substitution qui consiste à remplacer un mot par sa définition ou par une expression plus longue, mais équivalente. Autrement dit, elle consiste à dire par plusieurs mots ce que l'on pourrait exprimer par un seul. L'antonomase et l'adynaton sont des périphrases.

## Définition

### Définition linguistique
Étymologiquement, la périphrase vient d'une expression grecque signifiant « parler de façon détournée ».
La périphrase remplace un mot A par une expression B :
- L'expression B est composée de plusieurs mots qui soulignent l'une des caractéristiques de A (notamment en exprimant un jugement favorable ou défavorable)
- A n'est pas explicité (il a disparu : il est remplacé par B)
- Absence totale de tout mot-outil signalant l'opération

La difficulté a principalement pour origine la caractéristique de A exprimée par B : même si on sait ce qu'est A, on ne sait pas forcément qu'il a la caractéristique B. La métonymie, elle, est presque toujours facile à comprendre car, si on connaît A, on connaît très fréquemment sa caractéristique B. En conséquence, la périphrase nécessite une bonne connaissance du sujet ou/et du contexte pour être comprise ; elle est souvent employée de ce fait dans l'ironie et a une fonction d'amplification (la périphrase euphémique, plus rare, a une fonction d'atténuation) : l'expression périphrastique est généralement plus étendue et plus complexe que l'expression première ; sans le contexte communicationnel, le récepteur ne pourrait comprendre l'effet.
Le mot, en dialectique fait partie du vocabulaire théophrastéen. La périphrase est un mécanisme linguistique de bienséance, à l’œuvre dans la dénomination de nouveaux mots, dans les emprunts d'une langue à l'autre surtout. Par exemple le mot ascenseur a été traduit en allemand fahrstuhl qui désigne par périphrase la fonction de cet objet : « chaise qui va, qui se déplace ».
La figure s'apparente à la métonymie et à la métaphore dans leur fonctionnement : elle opère sur des relations de voisinage, les mots la composant appartiennent tous aux mêmes champs sémantique ou lexical que le terme substitué. Comme l'antonomase (mais à son inverse : les traits expriment le personnage), la périphrase désigne par exemple un personnage par une de ses actions qui est connue de tous. De Gaulle est l'« homme du 18 juin » ou Balzac est l'« auteur de la Comédie humaine ». Un élément ou trait de l'objet est pris pour son tout ; la périphrase a donc ici un fonctionnement métonymique. Mais la figure peut tendre aussi vers la métaphore, comme dans l'expression poétique de Jean-Jacques Rousseau, dans La nouvelle Héloïse, à propos de l'eau : « cristal des fontaines ». Les fables également  utilisent cette ressource d'image dévolue à la périphrase, le lion par exemple est « le roi des animaux ». L'emploi fréquent de périphrases peut confiner à la création éculée de clichés, lieux communs ou poncifs (voir les articles correspondants). Cependant malgré ces tendances à ressembler à d'autres figures, la périphrase est une figure autonome, de nature expansive.
Il existe plusieurs variantes à la périphrase :
1. Les épithètes homériques sont des formes de périphrases
2. Les périphrases verbales sont construites avec un semi-auxiliaire suivi d'un infinitif ; elles apportent des nuances supplémentaires : « Il n'arrête pas de chanter depuis qu'il sait qu'il va partir »
3. la pronomination surtout est la variante la plus connue de la périphrase. Étymologiquement elle désigne un « nom donné à la place d'un autre ». Elle consiste à remplacer un mot unique par une expression plus ample et s'apparente à une antonomase.

#### Exemples
- Le billet vert : le dollar
- Le feu du ciel : la foudre
- Le pays du fromage : la France
- Le roi soleil : Louis XIV
- Les forces de l'ordre : la police
- Les combattants du feu : les pompiers

### Définition stylistique
Les effets visés par la périphrase sont multiples :
- attirer l'attention sur un détail significatif,
- atténuer une expression (elle a alors valeur d'euphémisme)

« — Rien à me dire ?
Pour toute réponse, il reçut une des injures les plus crues de la langue anglaise faisant allusion à la façon dont sa mère l'avait conçu.
— Qu'est-ce qu'il dit ? questionna Torrence. 
— Il fait une discrète allusion à mes origines. »

— Georges Simenon, Maigret, Lognon et les gangsters, chapitre 7. 1952
- donner plus de force à une idée,
- éviter l'emploi de mots réalistes (poétisation),
- produire des images (proche de la métaphore notamment), enrichir l'évocation,
- produire des jeux verbaux comme les devinettes[3],
- soutenir l'ironie,
- fournir une description,
- et enfin éviter les répétitions qui alourdiraient l'ensemble (par exemple en alternernant Apple et la marque à la pomme).

Trois effets principaux peuvent être identifiés :
- la périphrase désigne dans la langue des réalités ou des objets nouveaux, elle est alors constitutive de néologismes ou de mots-valise. Il ne s'agit pas à proprement parler d'un effet mais d'un emploi commun
- elle peut permettre d'éviter des répétitions ou d'insister sur un trait d'un personnage parfois jusqu'au cliché (emploi proche de l'antonomase)
- un effet d'amplification et permet un style noble comme dans la fable de La Fontaine (pour désigner le chêne) :

Celui de qui la tête au ciel était voisine

Et dont les pieds touchaient à l'empire des Morts
— Le chêne et le roseau
De manière générale, l'effet de la périphrase est à rechercher dans ses connotations comme dans les expressions « les yeux sont le miroir de l'âme ».

### Genres concernés
La périphrase s'emploie dans tous les genres littéraires : en poésie, elle permet de développer des qualités d'un concept ou d'une idée (« Aurore aux doigts de rose » pour l'aurore) ; dans le récit, elle permet de diluer les descriptions notamment ou de permettre l'allusion à des personnages par leurs traits caractéristiques.

La périphrase « devoir + infinitif » est considérée « comme un véritable tic stylistique de Balzac » par José-Luis Diaz. Exemple : 

« Par un concours de circonstances imprévues, ce dieu devait faire trébucher dans l'escarcelle de l'ivrogne le prix de sa vente. »

## Histoire du concept
L’école de Socrate avait adopté une manière d’argumenter qui procède par induction ; Théophraste donnait la préférence à l’épichérème et a également utilisé la périphrase, une des règles du théâtre classique de bienséance de l’enthymème.

## Historique de la notion
On désigne sous le nom de kenning les périphrases utilisés dans les sagas scandinaves par les scaldes. La périphrase fut très utilisée en littérature, au point que les Romantiques, Victor Hugo en tête, en firent un synonyme de préciosité et la condamnèrent : « J'ai de la périphrase écrasé les spirales » (Les Contemplations).
C'est vers le XVIIe siècle que la langue proscrivit l'utilisation de mots dits vulgaires, et dans une entreprise de simplification du registre on permit l'expansion de la périphrase et donc on appauvrit paradoxalement la langue, emploi d'euphémisme sur lequel Hugo s'insurge plus haut.

### Figures proches
- Figure « mère » : amplification
- Figures « filles » : périphrase verbale, adynaton, antonomase
- Procédé résultant : Coréférence

- Paronymes : paraphrase
- Synonymes : circonlocution (équivalent d'origine latine, circonlocutio), épithète homérique, allusion, euphémisme, métaphore
- Antonymes : concision